# D. C. United
El D. C. United es un club de fútbol estadounidense radicado en la capital Washington D. C. Fue fundado en 1994 y juega en la Major League Soccer en la Conferencia Este. Disputa de local en el Audi Field desde julio de 2018, cuenta con una capacidad para 20 000 personas. Antiguamente jugó sus partidos en el histórico Estadio Conmemorativo Robert F. Kennedy, desde sus primeros años de existencia hasta 2017.
El D. C. United ha ganado la MLS Cup en cuatro ocasiones. Además consiguió otros logros, ganó tres veces la U.S. Open Cup y la MLS Supporters' Shield en 4 oportunidades. En 1998, se convirtió en el primer club estadounidense en ser campeón de la Copa de Campeones de la Concacaf y el único de aquel país en lograr la Copa Interamericana. Es considerado como uno de los equipos más laureados del fútbol en los Estados Unidos con 13 títulos oficiales.
D. C. United es el único equipo estadounidense que ha participado en la Copa Sudamericana, en las ediciones 2005 y 2007, y junto al Sporting Kansas City y los New York Red Bulls, son los tres únicos clubes de su país que participaron en alguna competencia organizada por la Conmebol. Jugadores como Jaime Moreno, Christian Gómez, Marco Etcheverry, Eddie Pope, Jeff Agoos, John Harkes y Wayne Rooney, son algunas de las estrellas más sobresalientes del equipo. 
Mantiene una intensa rivalidad con los New York Red Bulls, ambos disputan la Copa del Atlántico, considerada como uno de los clásicos más calientes de la Major League Soccer. Tiene una base de aficionados con tres hinchadas.
Es el único club de los Estados Unidos que está en el Ranking Conmebol al 16 de diciembre de 2021 y está en la posición 256 del mismo, en contraste en los últimos años a venido en declive en cuanto a nivel deportivo debido a que ya no ha ganado ningún título ni ha disputado torneos internacionales mostrando poco a poco un nivel bajo.

## Historia
Antes de la Copa Mundial de Fútbol de 1994, la Federación de Fútbol de los Estados Unidos cumplió la promesa realizada a la FIFA, ayudando en la creación de una nueva liga profesional. El 15 de junio de 1994, la Major League Soccer seleccionó a la ciudad de Washington D. C. como una de las 22 ciudades candidatas para acoger a uno de los primeros siete equipos de la MLS. El nombre del equipo fue seleccionado como un reflejo de nombres de clubes ingleses como el Manchester United o el Newcastle United.

### Época dorada

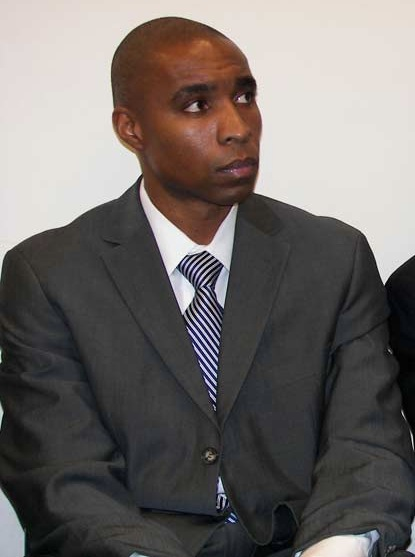
Eddie Pope, marcó el gol del título en la final de la MLS Cup 1996.

D. C. United debutó en el partido inaugural de la MLS frente a San Jose Clash, encuentro que se desarrolló el 6 de abril de 1996 en el Spartan Stadium en San José, California, el histórico juego que culminó con derrota 0-1. El equipo finalizó en la segunda posición de la Conferencia Este y se instaló en puestos de playoffs. En los playoffs, D. C. United se sacrificó mucho para alcanzar la final del campeonato, tuvo que derrotar a los NY/NJ MetroStars en las semifinales de conferencia y eliminar al Tampa Bay Mutiny en las finales de conferencia. Posteriormente en la MLS Cup, D. C. United venció en una dramática final por 3-2 a Los Angeles Galaxy con gol de oro de Eddie Pope en la prórroga.
D. C. United también ganó un torneo, pero esta vez fue la U.S. Open Cup, que derrotó sin complicaciones al equipo de segunda división de Rochester Raging Rhinos por 3 a 0.
En 1997, el club alcanzó la primera posición de la Conferencia Este y confirmó su mejor momento en la MLS tras alzarse con su segunda MLS Cup, después de vencer en un apretado partido frente a los Colorado Rapids por 2-1. Además, el entrenador Bruce Arena fue distinguido como el Entrenador del año de la liga.
En 1998 fue un año histórico para el fútbol estadounidense, ya que el D. C. United ganó su primer trofeo continental, la Copa de Campeones de la Concacaf, luego de eliminar por goleada en cuartos de final al Joe Public por 8-0 y derrotando en semifinales al Club León por 2-0. Posteriormente jugó la gran final ante el Toluca y venció a los mexicanos por la cuenta mínima con anotación de Eddie Pope, con esta forma, fue el primer campeonato internacional para un equipo de los Estados Unidos en toda la historia. Por el hecho de haber conquistado Concacaf, D. C. United disputó la Copa Interamericana frente al Vasco da Gama de Brasil, en el juego de ida desarrollado en casa fue derrota 0-1; y en el partido de vuelta consiguió un histórico triunfo por 2-0 y quedándose con la última edición del torneo intercontinental.
En 1999, el D. C. United fue dominador absoluto en la temporada regular al igual que en 1997 y 1998, lo mismo que en los playoffs, y terminó ganando el tercer trofeo de la MLS Cup tras derrotar a Los Angeles Galaxy por 2-0 con anotaciones de Jaime Moreno y Ben Olsen.

### Decadencia y campeón de la MLS Cup 2004
Después del éxito del club en los primeros cuatro años de existencia de la MLS, D. C. United fue perdiendo hegemonía futbolística a partir del año 2000, y siguió así en 2001, y 2002 finalizó como el peor equipo en el torneo. A raíz del bajo rendimiento del club, Thomas Rongen fue destituido y remplazado por el inglés Ray Hudson, quién se mantuvo en el cargo de director técnico hasta a finales de la temporada 2003. 
En la edición 2004, asumió el estratega polaco Piotr Nowak tras el despido de Hudson. Fue irregular el rendimiento del club en la primera mitad de la temporada regular, sin embargo, el equipo mejoró los resultados gracias a las incorporaciones como el argentino Christian Gómez y alcanzó a clasificar a la fase final. En la final de la MLS Cup 2004, superó a los Kansas City Wizards por 3 goles a 2 y consiguiendo su cuarta MLS Cup de su historia.

### 2005-presente

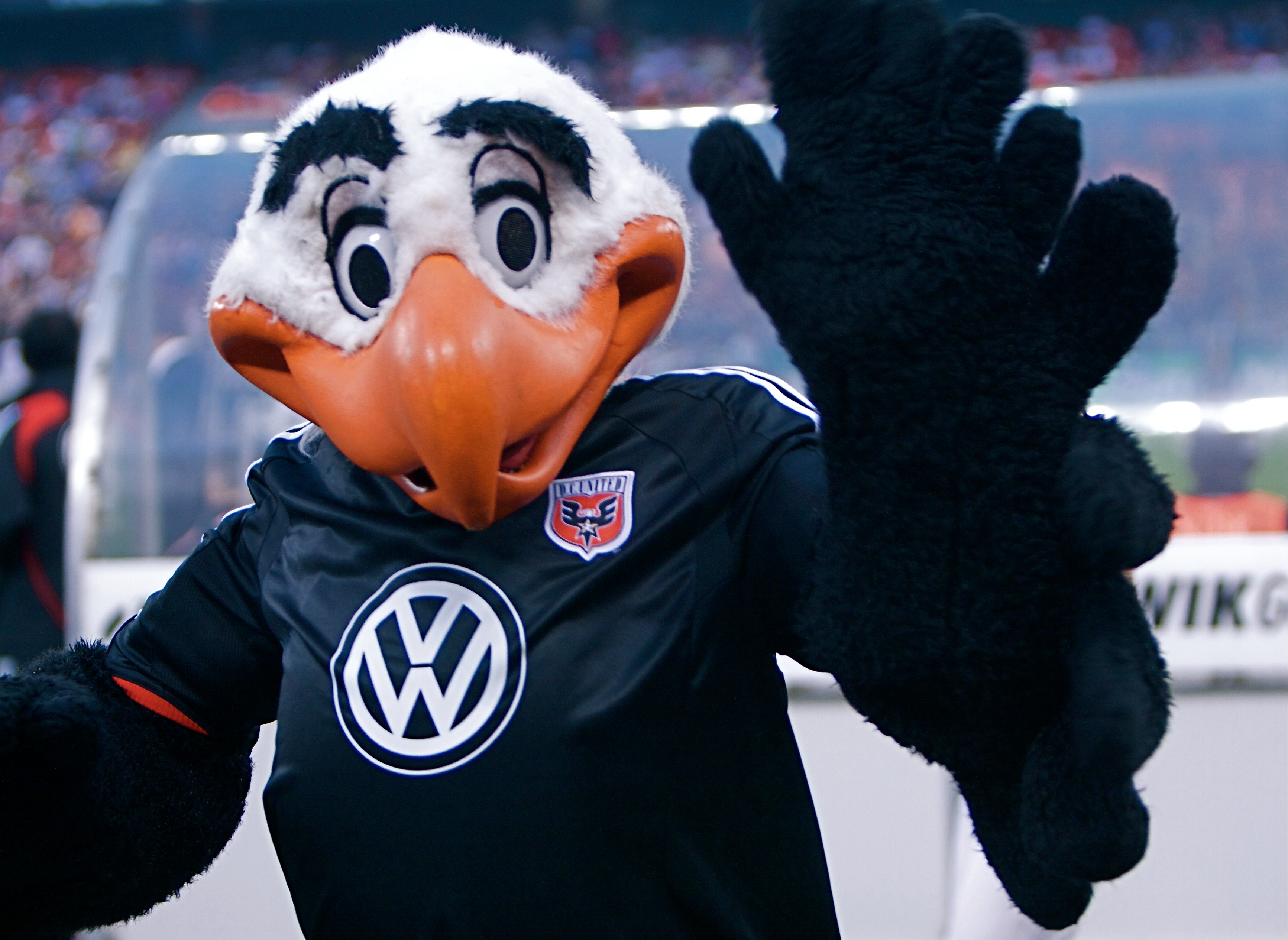
El águila Talon, la mascota del D. C. United

En 2005, entró en la historia de la MLS al convertirse en el primer club estadounidense en participar en la Copa Sudamericana, alcanzando los octavos de final, en donde cayó eliminado contra Universidad Católica. Desde 2006, el equipo ha obtenido una buena campaña en la temporada 2006; terminando en el primer puesto en la Conferencia Este, llegó a las finales de conferencia y consiguió buenos resultados en amistosos internacionales, superando al Celtic —campeón de la Premier League de Escocia— y al Real Madrid en Seattle. También, el Equipo de las Estrellas de la MLS de 2006, que incluyó a siete jugadores del club y que fue dirigido por el entrenador Piotr Nowak. A pesar de perderse los playoffs de la MLS en 2008, D. C. United ganó la U.S. Open Cup.

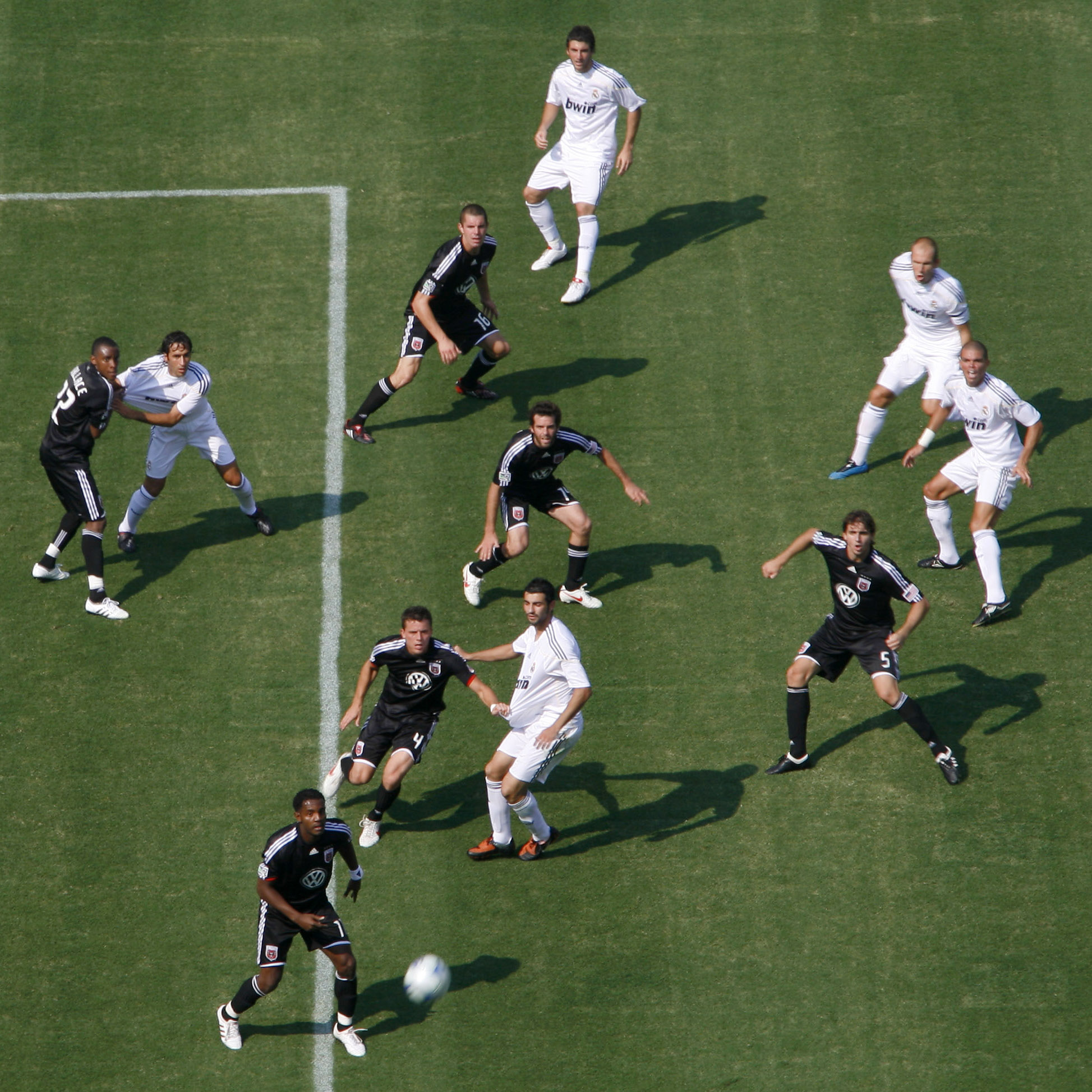
Partido amistoso disputado entre D. C United y Real Madrid C. F. en 2009.

En la temporada 2010, culminó en la última posición en la Conferencia Este y en la tabla general —6 victorias, 4 empates y 20 derrotas—. En 2012, después de cinco años, D. C. United clasificó a los playoffs de la MLS tras vencer en un sufrido partido ante Columbus Crew por 3 goles a 2, haciendo una buena temporada regular y alcanzó las finales de conferencia de los playoffs. Al año siguiente, concluyó con malos resultados en la MLS 2013 y finalizó último en la Conferencia Este, y siendo uno de los peores años en la historia del club. A pesar del mal año, D. C. United conquistó la U.S. Open Cup 2013 por tercera vez tras derrotar en la final por 1-0 al Real Salt Lake.
En el año 2014, el D. C. United se alzó con el primer lugar de la Conferencia Este con 59 puntos, haciendo una extraordinaria remontada con respecto a la temporada pasada, donde apenas sumaron 16 unidades. Sin embargo, quedaron eliminados en las semifinales de conferencia ante su rival, los New York Red Bulls. Ben Olsen y Bill Hamid, fueron distinguidos como el mejor entrenador del año de la MLS y el mejor arquero de la liga, respectivamente. Bobby Boswell y Hamid, salieron elegidos en el XI ideal del año de la MLS.
Desde 2015 a 2016, ha jugado los playoffs de la MLS, pero en la temporada 2017 terminó último en la Conferencia Este y penúltimo en la tabla general. Para el 2018, el D. C. United contrató al futbolista inglés Wayne Rooney, mostró un gran nivel y ayudó al equipo a clasificar a los playoffs.

## Uniforme

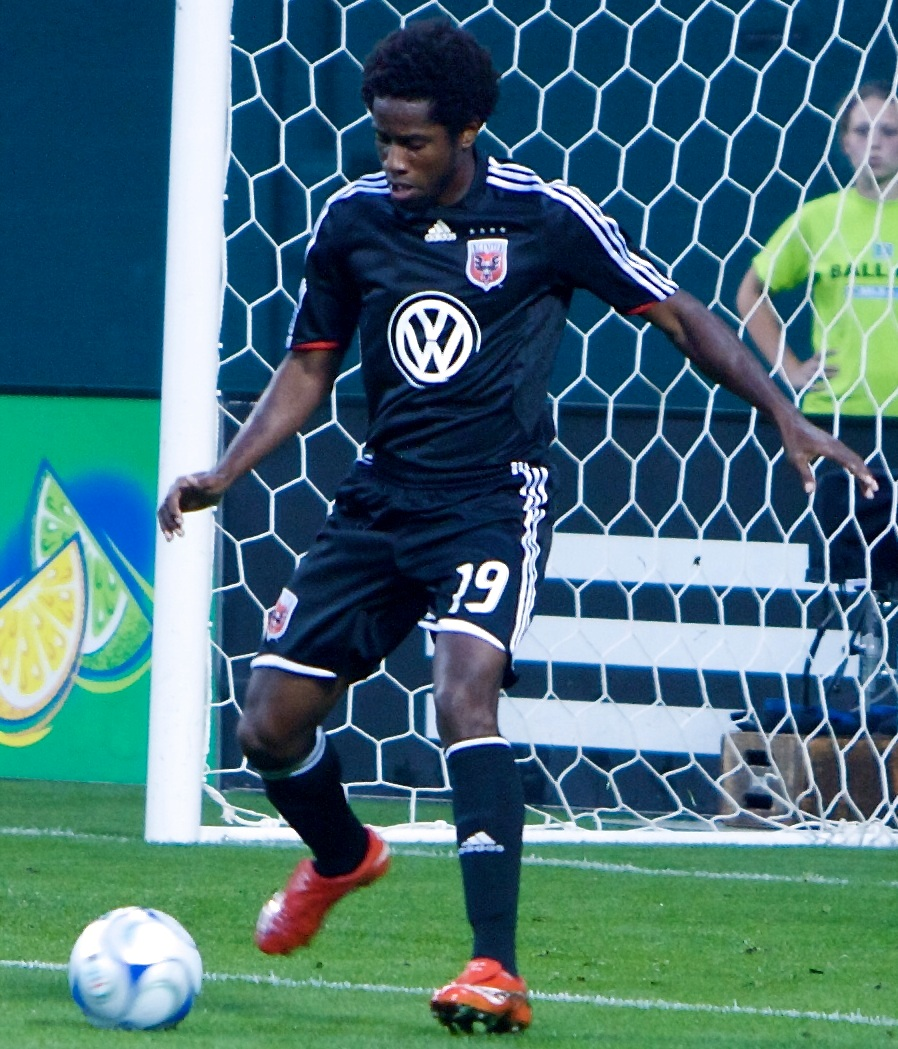
El centrocampista Clyde Simms con el uniforme titular de la temporada 2009.

Los colores del equipo fueron anunciados el 17 de octubre de 1995 junto con los de los otros diez equipos fundadores de la liga, durante una presentación en Nueva York. El negro y el rojo son los colores principales del club. En 2011 se implementó la tercera equipación de color rojo con franjas negras. Antes del acuerdo de patrocinio con Volkswagen, las tres líneas se ubicaban en la parte delantera de la camiseta, y el principal proveedor de la indumentaria capitalina es la marca alemana Adidas.
- Uniforme titular: Camiseta negra, pantalón negro y medias negras.
- Uniforme alternativo: Camiseta blanca, pantalón blanco y medias blancas.

### Local
| 1996 (Inaugural) | 1996      | 1997–1998 | 1999–2001 | 2002–2003 | 2004–2005 | 2006–2007 | 2008–2009 | 2010–2011 | 2012–2013 |
| 2014–2015        | 2016–2017 | 2018–2019 | 2020      | 2022      | 2024      |           |           |           |           |

### Visitante
| 1996–1997 | 1997      | 1998–1999 | 2000–2002 | 2003–2004 | 2005    | 2006–2007 | 2008–2009 | 2010–2011 |
| 2012–2014 | 2015–2016 | 2017–2019 | 2019–2020 | 2021–2022 | 2023-24 | 2025-     |           |           |

### Tercero
| 1997–1998 | 1999–2001 | 2003 | 2007 | 2010–2011 | 2025– |

### Indumentaria y patrocinador
| Período         | Proveedor |
| --------------- | --------- |
| 1995 – Presente | Adidas    |

| Período       | Patrocinador     |
| ------------- | ---------------- |
| 1995-2001     | MasterCard       |
| 2002-2007     | Sin Patrocinador |
| 2008-2013     | Volkswagen       |
| 2014-presente | Leidos           |

## Estadio
D. C. United jugó de local en el Robert F. Kennedy Memorial Stadium entre 1996 a 2017, ubicado en el Río Anacostia, recinto que es propiedad del Distrito de Columbia y es operado por D. C. Sports & Entertainment Commission. Este recinto ha sido sede del club desde la fundación de este, en 1996. Su construcción se inició en 1960 y fue inaugurado el 1 de octubre de 1961. Antiguamente se construyó para eventos de béisbol y fútbol americano. Tiene una capacidad de 45 596 espectadores.
El 17 de diciembre de 2014, el Concejo de Washington D. C. aprobó la legislación para la construcción de un nuevo estadio de fútbol en Buzzard Point, muy cerca del Nationals Park. Está previsto que se inaugure a mediados de la temporada 2018. El 15 de febrero de 2017, la marca automotriz alemana Audi firmó un contrato por 12 años, y pasó a llamarse Audi Field. El 14 de julio de 2018, D. C. United debutó oficialmente en este recinto con un triunfo 3-1 ante los Vancouver Whitecaps en la MLS. Actualmente, el Audi Field cuenta con una capacidad para 20 000 personas.

## Datos del club

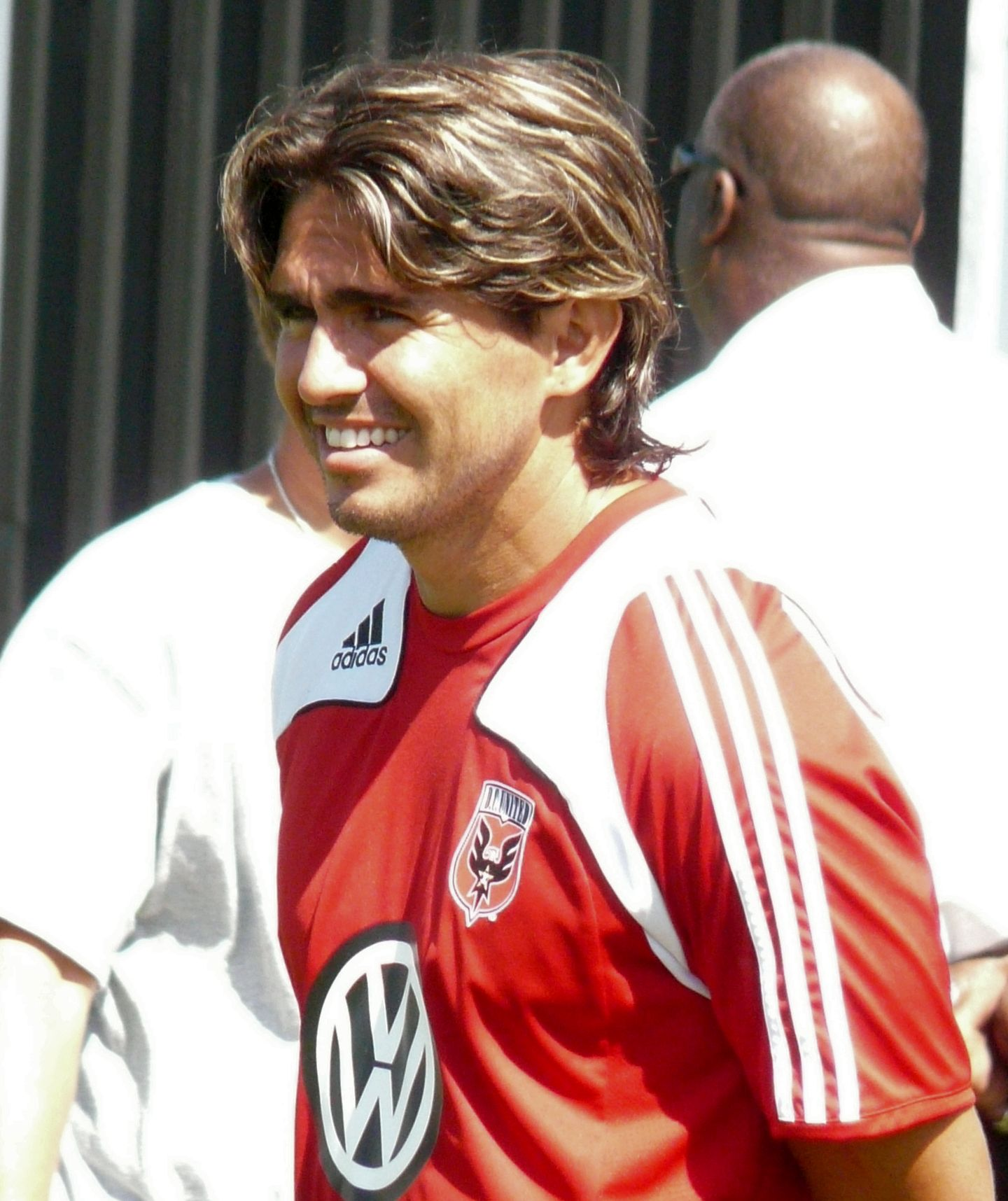
Jaime Moreno, poseedor de los récords de más partidos disputados y goleador histórico del club.

- Puesto histórico: 6 (1996 - presente).[27]
- Temporadas en la Major League Soccer: 26 (1996-presente).
- Mayor goleada conseguida:.
  - En campeonatos nacionales: 6–1 a Dallas Burn (MLS 1996).[28]
  - En torneos internacionales: 8–0 a Joe Public (Copa de Campeones de la Concacaf 1998).[29]
- Mayor goleada en contra:.
  - En campeonatos nacionales: 1–6 de Kansas City Wizards (MLS 1997).[30]
  - En torneos internacionales: 0–5 de Pumas de la UNAM (Copa de Campeones de la Concacaf 2005).[31]
- Mejor puesto en la liga: 1° en la Conferencia Este en 1997, 1998, 1999, 2006, 2007 y 2014.
- Peor puesto en la liga: 13° en la Conferencia Este en 2020.
- Máximo goleador:  Jaime Moreno (131).[32]
- Más partidos disputados:  Jaime Moreno (340).
- Primer partido en la historia de la MLS: San Jose Clash 1 - 0 D. C. United (6 de abril de 1996 en el Spartan Stadium)[33]
- Primer partido en torneos internacionales oficiales: D. C. United. 1 - 0 United Petrotrin (12 de agosto de 1997 en la Copa de Campeones de la Concacaf 1998).[34]
- Participaciones en torneos internacionales oficiales (18):

| Competencia                             | Edición                                                                             |
| --------------------------------------- | ----------------------------------------------------------------------------------- |
| Liga de Campeones de la Concacaf (12)   | 1997, 1998, 1999, 2000, 2002, 2005, 2007, 2008, 2008-09, 2009-10, 2014-15, 2015-16. |
| SuperLiga Norteamericana (regional) (2) | 2007, 2008.                                                                         |
| Copa Interamericana (1)                 | 1998.                                                                               |
| Copa de Gigantes de la Concacaf (1)     | 2001.                                                                               |
| Copa Sudamericana (2)                   | 2005, 2007.                                                                         |

## Jugadores

### Más apariciones en club
- Actualizado al 25 de septiembre de 2024.

| # | Jugador        | Años                | Liga | Playoffs | Copas Nacionales | Copas Internacionales | Total |
| - | -------------- | ------------------- | ---- | -------- | ---------------- | --------------------- | ----- |
| 1 | Jaime Moreno   | 1996–2002 2004–2011 | 329  | 32       | 13               | 30                    | 404   |
| 2 | Bill Hamid     | 2009–2018 2020–2023 | 279  | 11       | 5                | 2                     | 297   |
| 3 | Steve Birnbaum | 2014–2024           | 254  | 8        | 5                | 8                     | 275   |
| 4 | Ben Olsen      | 1997–1999 2001–2009 | 221  | 22       | 2                | 26                    | 271   |
| 5 | Bryan Namoff   | 2001–2010           | 195  | 12       | 5                | 25                    | 237   |

- Actualizado al 25 de septiembre de 2024.

| # | Jugador         | Años                | Liga | Playoffs | Copas Nacionales | Copas Internacionales | Total |
| - | --------------- | ------------------- | ---- | -------- | ---------------- | --------------------- | ----- |
| 1 | Jaime Moreno    | 1996–2002 2004–2011 | 131  | 12       | 7                | 5                     | 155   |
| 2 | Christian Gómez | 2004–2008 2009–2010 | 45   | 4        | 1                | 10                    | 60    |
| 3 | Raúl Díaz Arce  | 1996–1998 2000–2001 | 44   | 8        | 2                | 1                     | 55    |
| 3 | Luciano Emílio  | 2007–2010           | 41   | 0        | 3                | 11                    | 55    |
| 5 | Roy Lassiter    | 1998–2000 2001–2003 | 36   | 7        | 0                | 0                     | 43    |

## Entrenadores
Desde su creación, D. C. United ha tenido siete entrenadores en toda su historia. El primer entrenador fue Bruce Arena, quién asumió en 1996 y dirigió al club hasta 1998. Arena ha ganado dos campeonatos de la MLS Cup, una U.S. Open Cup en 1996, una MLS Supporters' Shield en 1997, una Copa de Campeones de la Concacaf y una Copa Interamericana. Fue distinguido como el Entrenador del año de la Major League Soccer en la temporada 1997.
El primer entrenador extranjero en el equipo fue el neerlandés Thomas Rongen, quién estuvo en el cargo entre 1999 a fines de  2001. Además, otros extranjeros que han dirigido al club: Ray Hudson, de nacionalidad inglesa; y Piotr Nowak, de nacionalidad polaca.

### Cronología de los entrenadores
Se presenta cronológicamente una lista completa de todos los entrenadores que ha tenido el equipo desde su fundación.
| Entrenador                   | Período       |
| ---------------------------- | ------------- |
| Bruce Arena                  | 1996-1998     |
| Thomas Rongen                | 1999-2001     |
| Ray Hudson                   | 2002-2003     |
| Piotr Nowak                  | 2004-2006     |
| Tom Soehn                    | 2007-2009     |
| Curt Onalfo                  | 2010          |
| Ben Olsen                    | 2010-2020     |
| Chad Ashton (interino)       | 2020          |
| Hernán Losada                | 2021-2022     |
| Chad Ashton (interino)       | 2022          |
| Wayne Rooney                 | 2022-2023     |
| Frederic Brillant (interino) | 2023          |
| Troy Lesesne                 | 2024-2025     |
| Kevin Flanagan (interino)    | 2025          |
| René Weiler                  | 2025-presente |

## Palmarés

### Torneos nacionales
| Competición nacional                       | Títulos                             | Subcampeonatos          |
| ------------------------------------------ | ----------------------------------- | ----------------------- |
| Major League Soccer (4/1)                  | 1996, 1997, 1999, 2004.             | 1998.                   |
| MLS Supporters' Shield (4/1)               | 1997, 1999, 2006, 2007.             | 1998.                   |
| Lamar Hunt U.S. Open Cup (3/2)             | 1996, 2008, 2013.                   | 1997, 2009.             |
| Conferencia Este (Temporada regular) (6/4) | 1997, 1998, 1999, 2006, 2007, 2014. | 1996, 2004, 2005, 2012. |
| Conferencia Este (Playoffs) (5/2)          | 1996, 1997, 1998, 1999, 2004.       | 2006, 2012.             |
| MLS Reserve League (1/0)                   | 2005.                               |                         |

### Torneos internacionales
| Competición internacional              | Títulos | Subcampeonatos |
| -------------------------------------- | ------- | -------------- |
| Copa de Campeones de la Concacaf (1/0) | 1998.   |                |
| Copa Interamericana (1/0)              | 1998.   |                |
| Copa de Gigantes de la Concacaf (0/1)  |         | 2001.          |

### Torneos amistosos
| Torneos amistosos                     | Títulos                                                                       | Subcampeonatos                                                          |
| ------------------------------------- | ----------------------------------------------------------------------------- | ----------------------------------------------------------------------- |
| Copa del Atlántico de la MLS (13/12)  | 1996, 1998, 1999, 2002, 2004, 2005, 2006, 2007, 2008, 2009, 2012, 2014, 2016. | 1997, 2000, 2001, 2003, 2010, 2011, 2013, 2015, 2017, 2018, 2019, 2020. |
| Carolina Challenge Cup (4/3)          | 2010, 2011, 2012, 2014.                                                       | 2004, 2005, 2006.                                                       |
| ATX Pro Challenge (1/0)               | 2015.                                                                         |                                                                         |
| Puerto Rico USL – MLS Challenge (1/0) | 2009.                                                                         |                                                                         |
| Capital Cup (2/0)                     | 2021, 2022.                                                                   |                                                                         |
| Copa Sanwa Bank (0/1)                 |                                                                               | 1997.                                                                   |